# Kriūkai
Kriūkai is een plaats in het Litouwse district Marijampolė. De plaats telt 371 inwoners (2001).